# Estadio Olímpico de Riobamba
Estadio Olímpico de Riobamba is een stadion in de Ecuadoraanse stad Riobamba met een capaciteit van 18.000 personen. Het wordt voornamelijk gebruikt voor voetbalwedstrijden. Het is de thuisbasis van de voetbalclub Centro Deportivo Olmedo. Naast voetbal wordt het stadion ook gebruikt voor andere sportactiviteiten.

## Geschiedenis
Het stadion werd op 14 maart 1926 in gebruik genomen onder de naam Estadio Olímpico Municipal. In 1973 werd het stadion gerenoveerd en kreeg het de huidige naam. In 1995 werden er enkele wedstrijden van het WK voetbal onder de 17 gespeeld in het stadion.
In 2001 onderging het stadion een nieuwe renovatie voor het Zuid-Amerikaanse kampioenschap onder de 20.